# Radio Télévision Bwena Muntu
La Radio Télé Fraternité - Buena Muntu, ou RFBM, est une radio confessionnelle catholique communautaire implantée dans la ville de Mbuji-Mayi, en République démocratique du Congo. Elle a vu le jour le 11 mai 1996, grâce à l'initiative de Monseigneur l'évêque diocésain Tharcisse Tshibangu Tshishiku et de certains prêtres qui travaillaient à ses côtés, cas de Monsieur l'abbé Gaston Muyobo Ntamina. Elle a fêté ses 15 ans d'existence en 2011.
La création de la radio fut très bien accueillie par la population locale, grâce au fait que la radio disait la vérité et donnait un autre son de cloche sur l'Alliance des Forces Démocratiques pour la Libération du Congo, AFDL de feu président congolais Laurent-Désiré Kabila. La radio donnait une information équilibrée, ce qui lui a valu le crédit dans la communauté.
Le groupe a aussi une chaîne de télé ouverte en 2004.